# Sigerslev
Sigerslev is een plaats in de Deense regio Seeland, gemeente Stevns. De plaats telt 226 inwoners (2008).